# Forsvarets Militærpoliticenter
Forsvarets Militærpoliti er en Forsvarets værnsfælles militærpolitienhed under Trænregimentet.
Centret blev oprettet 1. januar 2015 ved at sammenlægge Hærens, Søværnets og Flyvevåbnets forskellige militærpolitienheder til en enkelt placeret ved Aalborg Kaserner, organisatorisk underlagt Trænregimentet.
Forsvarets militærpoliti består af cirka 350 ansatte som er let genkendelige på den røde baret, den hvide fløjtesnor over venstre skulder og det sorte læderarmbind på højre overarm med hvid påskrift "MP".

## Opgaver
Militærpolitiet har en række opgaver:
- Fangetjeneste
  - Oprettelse og opretholdelse af tilbageholdelsesfaciliteter for tilbageholdte i fredstid samt krigsfanger i krigstid
- Livvagtopgaver
- Sikkerhedsoperationer
  - Bevogtning af beskyttede områder, kurertjeneste og afhentning af udeblivere, afsøgning af rum og køretøjer for bomber samt lytteudstyr
- Almene politiopgaver
  - Efterforskning af forbrydelser, ransagning og bevissikring
  - Kontrol af uroligheder, anholdelse af gerningsmænd
  - Færdelsesregulerende opgaver

## Uddannelse
Militærpolitiets grunduddannelse tager 10,5 måneder, efter aftjening af værnepligt, hvorefter der skal gennemføres en funktionsuddannelse der tager ca. 8 måneder afhængigt af Forsvarets behov for specialer indenfor sø-, luft- eller landmilitære operationer.
Militærpolitiets grunduddannelse dækker blandt andet over følgende områder:
- Rets og straffeforhold
- Kamptræning
- Efterforskning
- Militærpolitistations- og patruljetjeneste
- Konflikthåndtering og magtanvendelse
- Rapportsprog og administration
- Trafikkontrolfunktioner
- Kontrol og sikkerhedsfunktioner
- Tilbageholdelsesfunktioner

## Historie
Det moderne danske militærpoliti blev oprettet i marts 1947 som følge af at de allierede krævede at de danske styrker blev fulgt af sådant et korps. Militærpolitiet blev uddannet af britiske militærpoliti, hvilket er årsagen til, at de som den eneste danske militære enhed udfører britisk eksercits. Heri ligger også baggrunden for den røde hovedbeklædning. 
Selve ideen om et militærpolitikorps stammer dog helt tilbage fra det 16. århundrede, hvor man havde profossen og stokkeknægte.